# Fratta Todina
Fratta Todina là một đô thị ở Tỉnh Perugia trong vùng Umbria, có khoảng cách khoảng 30 km về phía nam của Perugia. Tại thời điểm ngày 31 tháng 12 năm 2004, đô thị này có dân số 1.820 người và diện tích là 17,5 km².
Đô thị Fratta Todina có các frazioni (các đơn vị cấp dưới, chủ yếu là các làng) Pontecane, Santa Maria della Spineta, và Stazione.
Fratta Todina giáp các đô thị: Collazzone, Marsciano, Monte Castello di Vibio, San Venanzo, Todi.